# Лілі-Лейк (Вісконсин)
Лілі-Лейк (англ. Lily Lake) — переписна місцевість (CDP) в США, в окрузі Кеноша штату Вісконсин. Населення — 508 осіб (2020).

## Географія
Лілі-Лейк розташоване за координатами 42°34′1″ пн. ш. 88°12′49″ зх. д. / 42.56694° пн. ш. 88.21361° зх. д. (42.566841, -88.213510).  За даними Бюро перепису населення США в 2010 році переписна місцевість мала площу 1,70 км², з яких 1,36 км² — суходіл та 0,35 км² — водойми.

## Демографія
Згідно з переписом 2010 року, у переписній місцевості мешкало 477 осіб у 205 домогосподарствах у складі 135 родин. Густота населення становила 280 осіб/км².  Було 299 помешкань (175/км²).
Расовий склад населення:
| - 98,1 % — білих - 0,6 % — корінних американців - 0,2 % — чорних або афроамериканців - 0,2 % — азіатів |

До двох чи більше рас належало 0,6 %. Частка іспаномовних становила 2,9 % від усіх жителів.
За віковим діапазоном населення розподілялося таким чином: 18,4 % — особи молодші 18 років, 67,8 % — особи у віці 18—64 років, 13,8 % — особи у віці 65 років та старші. Медіана віку мешканця становила 44,8 року. На 100 осіб жіночої статі у переписній місцевості припадало 97,9 чоловіків;  на 100 жінок у віці від 18 років та старших — 102,6 чоловіків також старших 18 років.